# إدريس موسعيد
ادريس موسعيد (مواليد 29 مارس 1988) هو ملاكم مغربي، مثّل بلاده في الألعاب الأولمبية الصيفية 2008.

## روابط خارجية
إدريس موسعيد على موقع بوكس ريك (الإنجليزية) (registration required)
- إدريس موسعيد على موقع اللجنة الأولمبية الدولية (الإنجليزية)
- إدريس موسعيد على موقع أوليمبيديا (الإنجليزية)